# Sucre (Fernando de Peñalver)
Pour les articles homonymes, voir Sucre (homonymie).
Sucre est l'une des trois divisions territoriales et statistiques dont l'une des deux paroisses civiles de la municipalité de Fernando de Peñalver dans l'État d'Anzoátegui au Venezuela. Sa capitale est El Hatillo.

## Géographie

### Démographie
Hormis sa capitale El Hatillo, la paroisse civile possède plusieurs localités dont :
- Agua Caliente
- Agua Calientica
- Cautaro (partagé avec Boca de Chávez)
- El Cují
- El Hatillo
- La Cerca
- Parcelamiento Boca Nueva
- Parcelamiento Mata Sol
- Puerto Unare
- San Juan